# Округ Слоп (Северна Дакота)
Слоп (енгл. Slope County) је округ у америчкој савезној држави Северна Дакота.

## Демографија
По попису из 2010. године број становника је 727, што је 40 (-5,2%) становника мање него 2000. године.
| Група             | 2000.       | 2010.       |
| Белци             | 764 (99,6%) | 707 (97,2%) |
| Афроамериканци    | 0 (0,0%)    | 0 (0,0%)    |
| Азијати           | 0 (0,0%)    | 0 (0,0%)    |
| Хиспаноамериканци | 1 (0,1%)    | 12 (1,7%)   |
| Укупно            | 767         | 727         |